# Typ 91 Hand Arrow
Das Typ 91 Hand Arrow (japanisch 91式携帯地対空誘導弾 91-shiki Keitai Chitaikū Yūdōdan) ist ein MANPADS der japanischen Selbstverteidigungsstreitkräfte. Das System ähnelt dem amerikanischen FIM-92 Stinger.

## Geschichte
Das Technical Research and Development Institute (TRDI) begann 1979 mit der Entwicklung eines fortschrittlichen Infrarotsuchers, nachdem Toshiba und Kawasaki ihre Projektvorschläge eingereicht hatten. Toshiba wurde schließlich mit der Entwicklung beauftragt. Im Jahre 1982 suchte das japanische Militär einen Ersatz für das FIM-92-Stinger-System, das zur damaligen Zeit von den Vereinigten Staaten bezogen wurde. Die Entwicklung des Systems lief unter der Bezeichnung Keiko und SAM-X bis 1987. 1991 startete dann die Produktion, die Lenkwaffe wurde als Kin-SAM Typ 1 bezeichnet und 1994 erstmals ausgeliefert. Eine verbesserte Lenkwaffe wurde 2007 ausgegeben, sie wird als Kai-SAM Typ 91 bezeichnet.

## Technik
Die Lenkwaffe ist der Stinger sehr ähnlich und besitzt ebenfalls zwei Raketenmotoren, den ersten für das Auswerfen aus dem Starter und den zweiten für den Flug zum Ziel. Der gekühlte Suchkopf verwendet sowohl Infrarot als auch sichtbares Licht, um das Ziel zu finden. Es werden dazu die Wellenlängen von 0,4–0,7 µm und 3,5–5,2 µm verwendet. Eine intelligente Bildverarbeitung identifiziert das Ziel und kann somit Gegenmaßnahmen ignorieren. Der Starter besitzt ein Gerät zur Freund-Feind-Erkennung.
Die verbesserten Lenkwaffen Kai Typ 91 werden seit 2007 produziert und besitzen einen raucharmen Raketenmotor sowie einen modifizierten Sucher, der eine schnellere Zielerfassung ermöglicht und nachts besser eingesetzt werden kann.
Die Lenkwaffen werden auch auf den Systemen Kawasaki OH-1 und Closed Arrow Typ 93 eingesetzt.

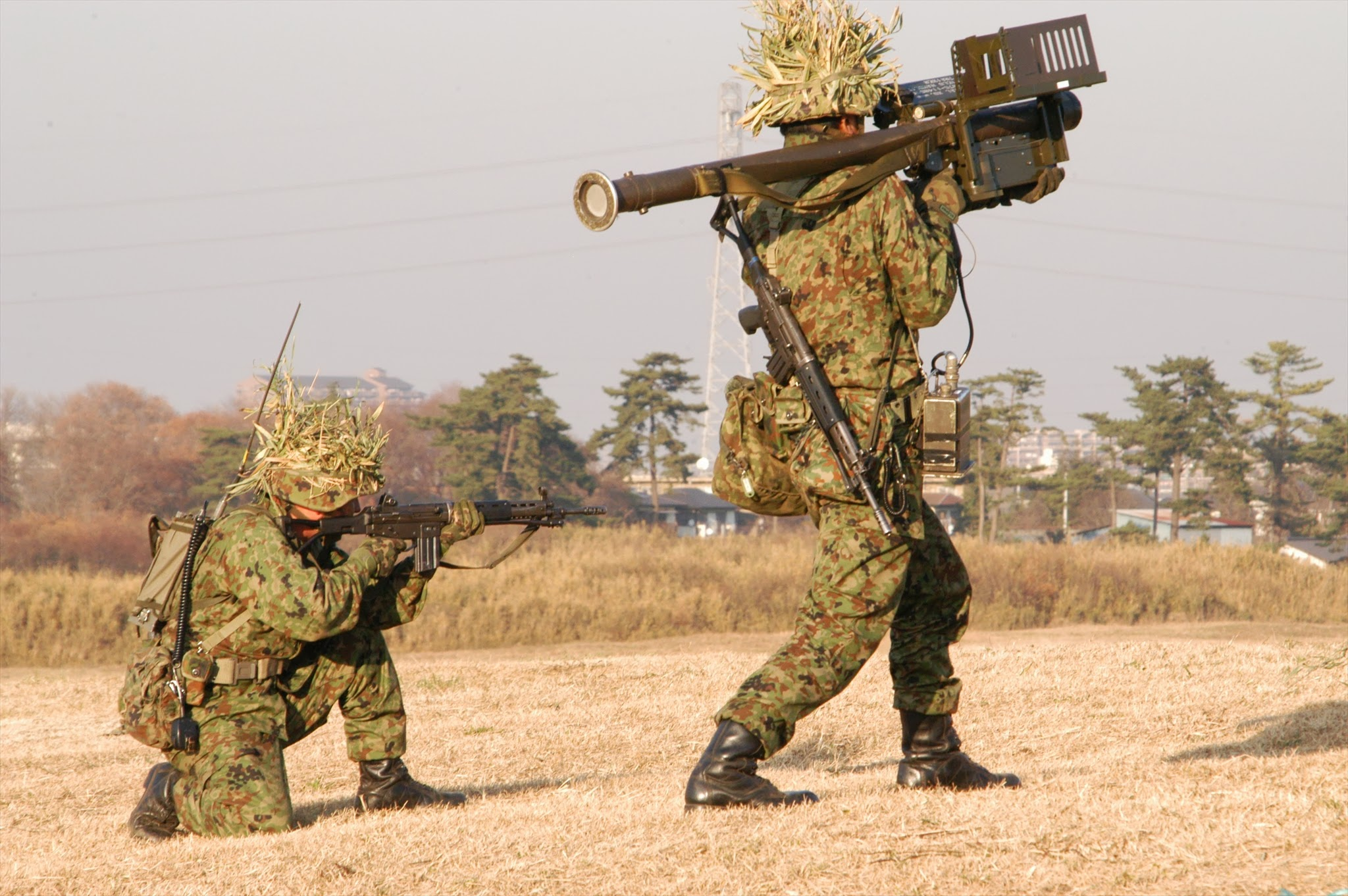
Japanischer Soldat mit einem Kai Typ 91
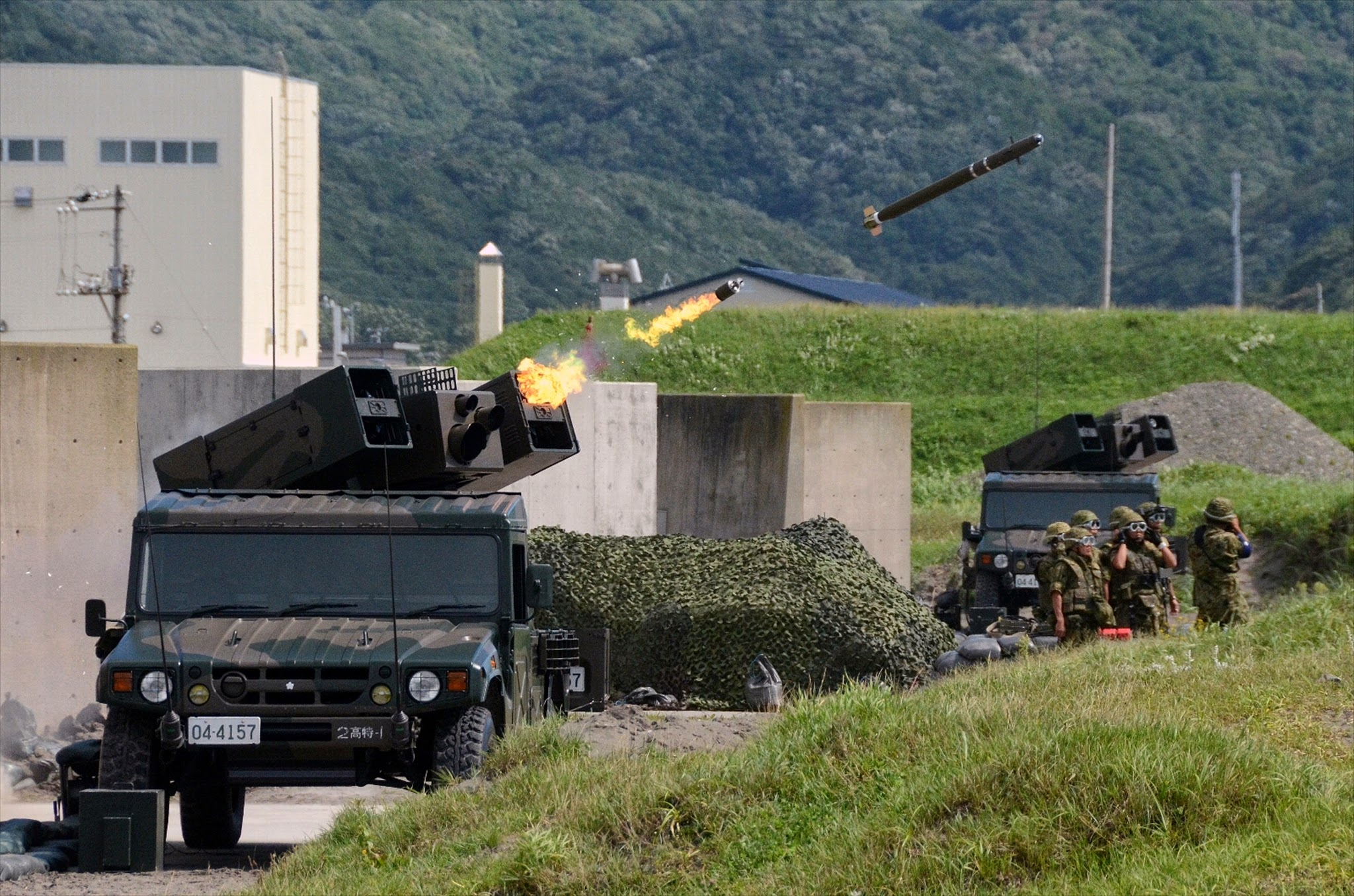
Kaltstart von einem Typ 93 Closed Arrow